# Цзяо Юй

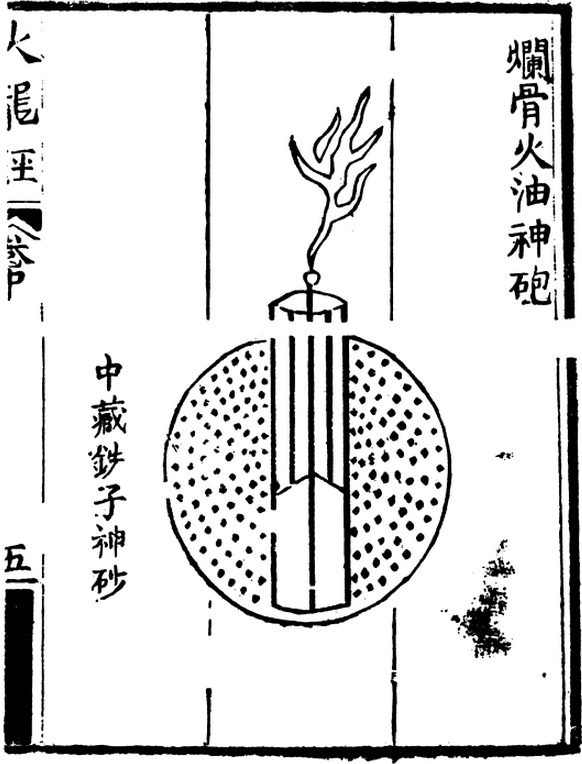
Рисунок осколкової бомби з "Хо лун цзіна". Чорними крапками позначені залізні гранули.

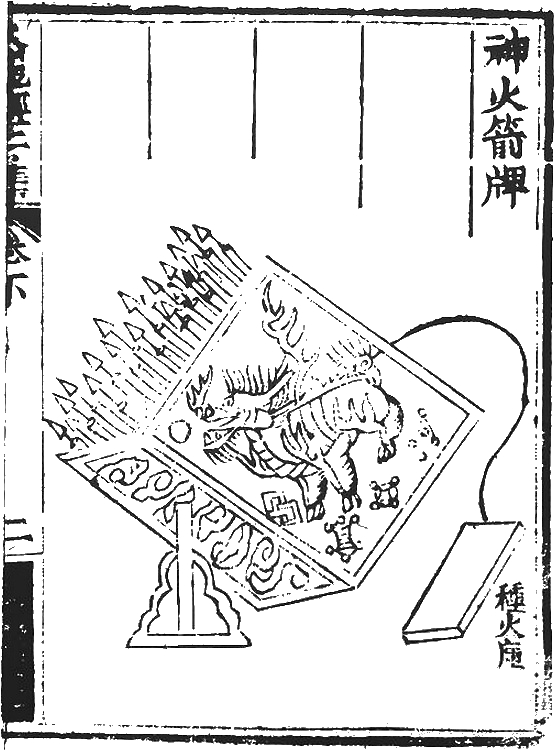
Рисунок установки, що стріляє стрілами ("Хо лун цзін")

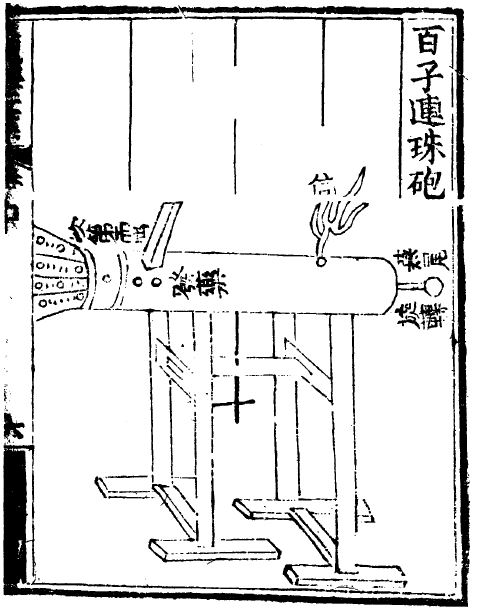
Рисунок кулемету, що повертається навколо своєї осі під час стрільби.

Цзяо Юй (кит.: 焦玉; піньїнь: Jiāo Yù; Вейд-Джайлз: Chiao Yü) – китайський військовик, філософ і письменник династії Мін.
Жив під час правління Чжу Юаньчжана, який заснував династію і став відомим як імператор Хунву. Цзяо Юй дістав від імператора звання артилерійського офіцера повстанської армії, яка скинула монгольську династію Юань і заснувала династію Мін. Як старший радник і генерал, згодом він був призначений на посаду голови провінції Дуннін. Він написав "Хо лун цзін" ("Опис вогняних драконів") – відомий військовий трактат, який описує китайські військові технології середини XIV століття. Текст створено на основі його військової кампанії 1355 р. Однак описи деяких зразків вогнепальної зброї походять із текстів династії Сун (960–1279 рр.), в яких ішлося про битви з киданями, чжурчженями та монголами. "Хо лун цзін" містить описи вогненних стріл та списів, гранат, стрілецької зброї, бомбард, гармат, ядер, наземних мін, морських мін, ракет, ракетних установок, двоступеневих ракет та іншої зброї, зокрема отруйних сумішей.

## Життя та кар'єра
У молодості Цзяо Юй був амбіційним вченим, однак його дослідження мали обмежену практичну цінність за правлячої монгольської династії, оскільки монголи обмежували кількість китайців, які можуть бути прийняті на державну службу. Перед тим, як розпочати боротьбу проти династії Юань, Цзяо Юй зустрівся з  даоським мудрецем, який жив на горі Тяньтай і був відомий під іменем Чичи Даожень ("даос, який знає коли зупинитися"). Як і Цзяо Юй, Даожень сповідував учення Конфуція та Мен-цзи, але у військовій справі Цзяо Юй покладався на вчення Сун-цзи. Після того, як Цзяо Юй став його протеже, Даожень закликав Цзяо Юя приєднатися до повстання Чжу Юаньчжана. Даожень також показав йому різні тексти про вогнепальну зброю. Приєднавшись до повстанських лав, Цзяо Юй став одним із довірених представників Чжу Юаньчжана під час повстання червоних пов'язок проти династії Юань. Чжу був вражений знаннями Цзяо Юя про вогнепальну зброю, проте Чжу хотів, щоб Цзяо Юй застосував їх на практиці. Чжу наказав своєму офіцеру Сю Да збудувати та випробувати зброю, про яку розповідав Цзяо Юй. Після випробувань Чжу Юаньчжан був вражений її потужністю.
За допомогою цієї зброї армія Чжу, що дислокувалася в Хечжоу, за один похід завоювала Цзінчжоу та Сянчжоу. У результаті другого походу були взяті провінції Цзян і Чже, а під час третього – встановили контроль над провінцією Фуцзянь, включаючи водні шляхи. Після цього армія Чжу наскоком захопила провінцію Шаньдун. В той же час, монголи слабшали і здавали позиції. В 1367 році Чжу відтіснив монголів на північ, а згодом заснував нову столицю в Нанкіні, тоді як Пекін (колишній центр монгольської влади) став другорядною столицею.
По завершенню повстання Чжу Юаньчжан заснував нову імператорську династію, Мін, і став першим її імператором під іменем Хунву. Цзяо Юя імператор зробив відповідальним за виробництво вогнепальної зброї для армії, надавши йому титул голови. Врешті Цзяо Юй був призначений головою Зброярні Шень Чжи Їн. Пам'ятаючи про прикрі випадки минулих часів, зокрема за династії Сун, такі як вибух особистого арсеналу першого міністра Чжао Наньчуна у 1260 р., пожежа в арсеналі Вейян у 1280 р., Цзяо Юй підняв обслуговування та безпеку зброярень країни на належний рівень.
Під покровительством Чжу Юаньчжана він заснував у Нанкіні заводи з виготовлення пороху та вогнепальної зброї, що зберігалася в різних арсеналах по всій країні. Імператор Хунву заснував порохівню в центральному районі столиці. Цзяо Юй постійно наголошував на важливості вогнепальної зброї. У передмові до своєї книги він писав: "від узгодженого використання вогнепальної зброї залежить саме існування імперії та життя усього війська. Ось у чому її мета".
Разом із вченим, генералом і придворним радником Лю Цзі (1311–1375) Цзяо Юй уклав військовий трактат XIV століття, відомий під назвою "Хо лун цзін" ("Опис вогняних драконів"). Наньянське, видання книги, відоме під назвою "Хо лун цзін цюань чжи" ("Опис вогняних драконів в одному томі"), містить передмову, написану Цзяо Юєм значно пізніше, в 1412 р. Найдавніші уривки книги помилково приписували Чжуґе Ляну (181–234 рр.) з династії Шу, хоча вогнепальної зброї в Китаї не існувало щонайменше до появи нафтового вогнемета з пороховим запалом у Х столітті. Найдавніші уривки "Хо лун цзіну", були зібрані з джерел, що з'явилися до 1270 р.
Незважаючи на те, що біографія Цзяо Юя відсутня в Історії Мін (1739 р.), Юй згадується в "Шенціпу" Чжао Шичженя (1598 р.), "Бін лу" Хе Жупіня (1606 р.) і "Цзе ке лу" Цзяо Сюя (1643 р.) Його текст "Хо лун цзін" був перевиданий у ХІХ столітті, за династії Цін.

## Хо лун цзін
У "Хо лун цзін" (кит. трад. 火龍神器陣灋), який склали Цзяо Юй і Лю Цзі, описано використання багатьох видів вогнепальної зброї, що існувала у Китаї у XIV столітті. В тексті йдеться про:
- різні порохові суміші;[10]
- описи китайської порожнистої чавунної гранати;[11]
- описи китайської вогненної стріли;[12]
- описи наземних мін;[13]
- описи морських мін;[14]
- описи вогненних списів і прототипів стрілецької зброї;[15]
- описи бомбард і гармат;[16]
- описи порожнистих та порохових гарматних ядер;[17]
- описи зразків короткоствольної зброї із використанням серпентинів ґнотових замках;[18]
- описи ракетних установок[19] та двоступеневих ракет;[20]
- описи крилатих ракет зі стабілізаторами для кращої аеродинамічної стійкості.[21]

## Зовнішні посилання
- Китайська облога (англ.)
- Китайські вогненні стріли (англ.)
- Історія ранніх феєрверків та вогненних стріл (англ.)
- Порох і вогнепальна зброя в Китаї (англ.)